# 小行星1616
小行星1616（1616 Filipoff）是一颗绕太阳运转的小行星，为主小行星带小行星。该小行星于1950年3月15日发现。
該小行星以法國天文學家萊昂內爾·菲利波夫（Lionel Filipoff）命名。

## 轨道参数
小行星1616的轨道半长轴为2.9099409 UA，离心率为0.019。